# 1868
| 1868                                                  |
| ----------------------------------------------------- |
| Dødsfald - Fødsler                                    |
| • Begivenheder • Litteratur • Musik • Politik • Sport |

| Gregoriansk kalender | 1868 MDCCCLXVIII        |
| Ab urbe condita      | 2621                    |
| Armensk kalender     | 1317 ԹՎ ՌՅԺԷ            |
| Kinesiske kalender   | 4564 – 4565 丁卯 – 戊辰 |
| Etiopisk kalender    | 1860 – 1861             |
| Jødisk kalender      | 5628 – 5629             |
| Hindukalendere       |                         |
| - Vikram Samvat      | 1923 – 1924             |
| - Shaka Samvat       | 1790 – 1791             |
| - Kali Yuga          | 4969 – 4970             |
| Iransk kalender      | 1246 – 1247             |
| Islamisk kalender    | 1285 – 1286             |

Konge i Danmark: Christian 9. 1863-1906
Se også 1868 (tal)

## Begivenheder

### Udateret
- Cro-Magnonmennesket, der levede for ca. 24.000 år siden, opdages under et vejarbejde i Frankrig.
- Øgruppen Nicobarerne afhændes af Danmark til Storbritannien.
- Japan går fra det feudale samfundssystem til det moderne samfund, grundet Meiji-restaurationen (1867-69)

### Marts
- 5. marts - clipsen patenteres i England af C.H. Gould

### April
- 14. april - de to fremsynede forretningsfolk Emil Vett og Theodor Wessel åbner en forretning i Vestergade i Århus, der med tiden bliver til stormagasinet Magasin du Nord

### Juli
- 9. juli - det fjortende tillæg til USA's forfatning ratificeres, hvorved afroamerikanere opnår fuldt statsborgerskab og beskyttelse af loven

### August
- 18. august - Pierre Janssen, fransk astronom, opdager helium under en total solformørkelse i Indien

### December
- 3. december - William Ewart Gladstone bliver for første gang engelsk premierminister. Han genvælges yderligere tre gange
- 10. december - Verdens første trafiklys opsat ved parlamentet i London tages i brug.

## Født
- 6. januar – Vittorio Monti, italiensk komponist (død 1922).
- 9. januar – S. P. L. Sørensen, dansk kemiker (død 1939).
- 29. marts - Obe Postma, frisisk digter (død 1963).
- 20. maj - Vilhelmine Zahle, dansk forfatter og lærer (død 1940).
- 9. juli - Gustav Noske, tysk politiker (død 1946).
- 12. oktober – August Horch, tysk ingeniør og forretningsmand, der grundlagte Audi (død 1951).
- 18. november – Agnes Henningsen, dansk forfatter (død 1962).
- 22. november – John Nance Garner, amerikansk vicepræsident (død 1967).
- 24. november – Scott Joplin, amerikansk ragtime-pianist og -komponist (død 1917).
- 24. december – Emanuel Lasker, tysker og verdensmester i skak fra 1894-1921 (død 1941).

## Dødsfald
- 29. februar - Ludwig 1. af Bayern (født 1786).
- 1. maj – Thomas C. Dula, sangens og legendens Tom Dooley (født 1844).